# Arrecifes de coral mesofóticos

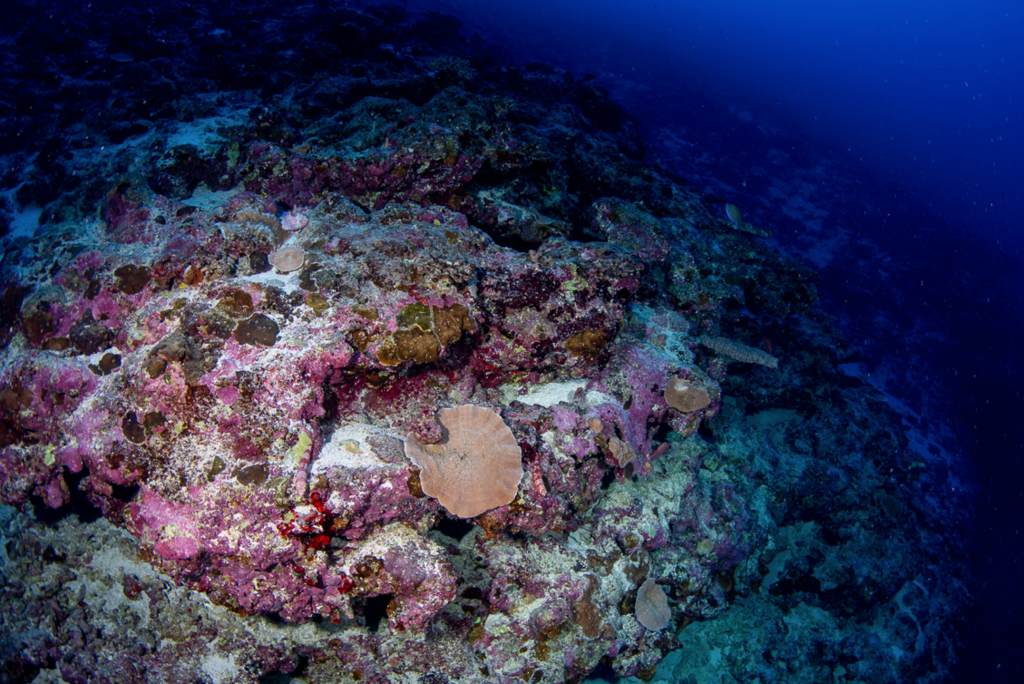
Ecosistema de coral mesofótico en las Islas Marshall. Foto de Luiz A. Rocha.

Un arrecife de coral mesofótico o ecosistema de coral mesofótico (ECM), originalmente de la palabra latina meso que significa medio y fótico que significa luz, se caracteriza por la presencia de corales y algas dependientes de la luz, y organismos que se pueden encontrar en el agua con poca penetración de luz. 
Los arrecifes de coral mesofóticos son ecosistemas subacuáticos, caracterizados por la presencia de corales hermatípicos dependientes de la luz.
Ecosistema de coral mesofótico (ECM) es un nuevo término ampliamente adoptado para referirse a los arrecifes de coral mesofóticos que contrasta con otros términos similares como "comunidades de arrecifes de coral profundos" y "zona crepuscular", ya que esos términos a veces se confunden debido a la gran intercepción entre ellos.
Los sistemas coralinos mesofóticos no son nuevos para la ciencia, fue Darwin (1889) uno de los primeros en reportar la existencia de corales hermatípicos escleractiníos en profundidades de más de 100 metros. No fue hasta los años 60 y 70 cuando iniciaron las observaciones directas en arrecifes profundos, así como la experimentación con nuevas tecnologías de buceo en estos sistemas. Sin embargo, en comparación con los arrecifes de aguas someras, los arrecifes mesofóticos al igual que los organismos asociados, son en gran parte desconocidos, ya que los límites de profundidad impuestos fisiológicamente para el muestreo mediante buceo convencional, limitan la exploración de estos ecosistemas.

## Características y ubicación
Normalmente crecen entre 30 y 40 metros (131,2 pies) y hasta 150 metros (492,1 pies) en aguas tropicales y subtropicales. Las especies más comunes a nivel mesofótico son los corales, las esponjas y las algas. Los rangos de corales pueden superponerse con el coral de aguas profundas, pero se distinguen por la presencia de zooxantelas y su requerimiento de luz. También se pueden considerar como parte de los ecosistemas de coral de aguas poco profundas, y es común un cruce de especies de coral entre los dos. Se cree que estos corales podrían usarse como fuentes para la resiembra de especies de coral de aguas poco profundas, pero análisis recientes muestran que los ecosistemas mesofóticos son más raros de lo que se pensaba anteriormente y también están amenazados. Los ecosistemas coralinos mesofóticos más antiguos que se conocen se han descrito en el Silúrico de Suecia, tales ecosistemas también se conocen en el Devónico. Los ecosistemas mesofóticos dominados por escleractinios más antiguos se conocen del Triásico.
Según la Administración Nacional Oceánica y Atmosférica (NOAA) de los Estados Unidos de América, el arrecife coralino mesofótico más extenso que se ha descubierto se ubica en el archipiélago de Hawái.
A pesar de la limitación de la luz disponible, los corales mesofóticos se han adaptado. Además, se considera que estos sistemas arrecifales mesofóticos, son mucho más ricos en corales de lo esperado. Es por eso, que hoy en día son un tema de gran interés científico para el descubrimiento de nuevas especies, por ejemplo, estudios recientes han demostrado una conexión genética entre los corales profundos y los corales de aguas someras, estos últimos recientemente se han visto gravemente amenazados por enfermedades, así como blanqueamiento coralino. Cabe destacar que los arrecifes mesofóticos pueden estar en localidades remotas.

## Servicios del ecosistema
Los ECM tienen servicios ecosistémicos asociados con los arrecifes de coral de aguas poco profundas. Estos servicios ecosistémicos incluyen: hábitat económico y ecológico para especies importantes, potencial para el turismo y recuperación de poblaciones poco profundas, descubrimiento de nuevas sustancias esenciales y protección costera. Los ECM brindan un refugio esencial para las especies amenazadas y sobreexplotadas que les permite crecer, mantener la diversidad y apoyar una función ecológica clave. Como resultado, los ECM pueden ayudar a la recuperación de arrecifes poco profundos al proporcionar juveniles a áreas poco profundas. Los ECM juegan un papel importante para mantener la producción de peces, ya que la mayoría de los peces económicos son generalistas profundos y desovan entre 30 y 110 m de profundidad. En Pulley Ridge, los pargos rojos construyen su nido a entre 60 y 80 m de profundidad y proporcionan larvas a los arrecifes poco profundos, como los Cayos de Florida.

## Amenazas
Los arrecifes mesofóticos tienen las mismas amenazas que los arrecifes poco profundos, como eventos de blanqueamiento y tormentas intensas, pero están menos expuestos que los arrecifes poco profundos. Además, en virtud de su profundidad y su ubicación remota en alta mar, los arrecifes mesofóticos tienen una mejor protección contra el impacto humano directo, como la escorrentía de nutrientes y la sobrepesca. La sobreexplotación de las pesquerías en áreas poco profundas puede conducir a la perturbación del nivel trófico en los arrecifes más profundos. Además, el uso de equipos de aterrizaje de fondo puede causar daños físicos a los arrecifes y remover sedimentos que asfixian y matan a los corales. El cambio climático es una amenaza global para todos los ecosistemas de arrecifes de coral, incluidos los arrecifes mesofóticos. Provoca el aumento de la temperatura de la superficie del mar a través del efecto invernadero, la acidificación del océano y la variabilidad de la temperatura que implica la fluctuación de La Niña y El Niño. Otras preocupaciones son la exploración de petróleo y gas y el tendido de cables y tuberías.
Al igual que los arrecifes de todo el mundo, los arrecifes de coral mesofóticos están amenazados por causas antropogénicas, incluida la sobrepesca, la contaminación y el cambio climático.

## Perturbaciones antropogénicas que afectan a los ECM
Los ECM son vulnerables a las perturbaciones antropogénicas globales y locales. Se ha sugerido que los ECM pueden ser refugios de muchos impactos antropogénicos globales y localizados. Esta zona de amortiguamiento tiene un componente de profundidad y distancia desde la costa. Además, a medida que aumenta la presión humana sobre los arrecifes de coral, los ECM  estarán sujetos a más perturbaciones. Es probable que el momento del aumento de la perturbación varíe según la cuenca oceánica y las tasas regionales de calentamiento, la acidificación de los océanos y el crecimiento de la población humana local. Esta disrupción humana se divide en varias clasificaciones:

### Calentamiento global y estrés térmico
Los períodos de temperaturas anormalmente altas durante la parte más cálida del año pueden estimular el blanqueamiento de los corales y la mortalidad masiva y se consideran una de las mayores amenazas existenciales para los ecosistemas de arrecifes de coral de aguas poco profundas. Para los ECM que están expuestos al UML (upper mixed layer) durante los períodos de temperatura del agua cálida, su destino puede estar relacionado directamente con los arrecifes de aguas poco profundas. Dado que los corales de aguas poco profundas y los ECM en esta situación comparten perfiles de temperatura similares, sus límites de tolerancia térmica (umbrales de blanqueo) pueden ser similares.

### Acidificación del océano
La acidificación de los océanos (AO) es una amenaza particularmente amplia que enfrentan todos los ecosistemas de arrecifes de coral. La investigación aún no ha evaluado los efectos específicos sobre los ECM y los corales escleractinios hermatípicos. Si son similares a los arrecifes de aguas poco profundas, como resultado de la acidificación de los océanos, los ECM podrían ver reducciones en la calcificación de la comunidad neta, reducciones en el crecimiento de coral y cambios probables a sistemas dominados por algas con algunos taxones de escleractinios resistentes.

### Contaminación
La contaminación de fuentes terrestres y marinas puede afectar directa e indirectamente a los ECM y causar perturbaciones. Las aguas residuales, las toxinas y los desechos marinos se pueden bombear o verter directamente en el medio ambiente marino o llegar como componentes de la escorrentía desde la tierra.

### Sedimentación
A pesar de la distancia de las actividades humanas, muchos ECM se ven afectados de forma natural y antropogénica por la sedimentación; es decir, la deposición de sedimentos de la columna de agua en las superficies bentónicas. Las tasas de sedimentación aumentan artificialmente en el ambiente marino por una variedad de medios, que incluyen la escorrentía de la tierra, el vertido de dragado y las alteraciones del flujo de agua que cambian los patrones de sedimentación natural. Si bien el entierro de sedimentos de cualquier fuente puede ser perjudicial para el tejido de coral vivo, se ha descubierto que los sedimentos terrígenos son particularmente dañinos.

### Turbidez y penetración de la luz
Los ECM son generalmente sistemas de luz limitada y, por lo tanto, pueden ser extremadamente vulnerables a las reducciones de luz como consecuencia del aumento de la turbidez o el aumento del nivel del mar. En la extensión más profunda de sus rangos, muchas especies de corales pétreos pueden estar cerca de su límite inferior de luz, aunque muchos ECM exhiben adaptaciones para capturar la luz de manera eficiente. Las actividades humanas que aumentan la turbidez de la columna de agua incluyen la escorrentía de sedimentos y el vertido de dragado (sedimentos en suspensión) y una mayor contaminación por nutrientes que aumenta la abundancia de fitoplancton y zooplancton. Los largos períodos en los que la penetración de la luz disminuye (coeficientes de atenuación más altos) podrían conducir a la limitación de la luz de los corales fototróficos, con el consiguiente blanqueamiento parcial y mortalidad.

### Infraestructura béntica
La infraestructura industrial que se coloca sobre el lecho marino o se construye sobre el lecho marino podría afectar a los ECM. En particular, los cables y tuberías utilizados para la transferencia de energía, materiales y datos se emplean en todo el mundo y en áreas con ECM. El emplazamiento inicial y el asentamiento de los cables podrían dañar y matar directamente a los corales que forman el hábitat y otros organismos sésiles, y las actividades de mantenimiento en las que los cables se recuperan y reemplazan en el fondo podrían aumentar estos impactos. Sin embargo, una vez asentados y asegurados en el lecho marino, los cables pueden convertirse en parte de la estructura del arrecife y ser colonizados por organismos sésiles.

### Alboroto mecánico
Existe un gran potencial de que los ECM se dañen por perturbaciones mecánicas, lo que provoca el desplazamiento físico y el movimiento de los corales. Dado que los ECM están subdescritos, su presencia es poco conocida por la sociedad y actividades como el anclaje en profundidades mesofóticas pueden considerarse no perjudiciales. Al mismo tiempo, muchas morfologías de colonias en placas, particularmente comunes en ECM, son susceptibles de rotura. Los aparejos de pesca (p. ej., redes, trampas y sedales) suelen enredarse y abandonarse en los ECM.

### Pesca y colección
Los organismos pueden eliminarse mediante la pesca para el consumo, la recolección para el acuario, el comercio medicinal y de curiosidades, y la pérdida o emigración involuntaria de otras actividades o factores, como la introducción de depredadores y la incidencia de enfermedades. Por lo tanto, la eliminación de un organismo, especialmente los que juegan un papel importante en los ECM, pone a estos ambientes en un riesgo mayor.

### Enfermedades
Los ECM no son inmunes a las alteraciones de las enfermedades. Los corales pétreos son susceptibles a enfermedades que parecen estar aumentando en frecuencia e impacto en la estructura de la comunidad. Algunas enfermedades de los corales también muestran la capacidad de transmitirse entre colonias a través del contacto directo y la transmisión a través del agua. Si bien la enfermedad puede reflejar los signos de la muerte del coral debido a causas ambientales, la capacidad de la enfermedad para transmitirse entre colonias y sufrir brotes de alta prevalencia a nivel de colonia indica que la enfermedad es un multiplicador del estrés y la perturbación ambiental.

### Especies invasivas
Se ha demostrado que las especies invasoras que se introducen en un nuevo rango biogeográfico o que son nativas pero liberadas por fuerzas ecológicas actúan como una perturbación en los ECM. Los organismos sésiles introducidos o invasores también pueden residir e impactar en los ECM. Por ejemplo, las algas del género Ramicrusta (Peyssonneliaceae) han aparecido recientemente en el Caribe, donde estaban ausentes o eran escasas y se han convertido en exitosas competidoras espaciales. Las algas pueden sobrepasar los bordes de los corales pétreos vivos y otros organismos bénticos, causando la muerte del tejido subyacente.